# Johannes Schmid-Kunz
Johannes Schmid-Kunz (* 11. August 1964 in Adliswil ZH) ist ein Schweizer Volksmusiker, Tanzleiter und Kulturmanager.

## Leben und Wirken
Nach bestandener Matura studierte Johannes Schmid-Kunz 1986–1993 Geschichte, Publizistik und Musikwissenschaft an der Universität Zürich. Seine Lizentiatsarbeit schrieb er über Volksmusik im Fernsehen. 1999 machte er ein Nachdiplomstudium an der Fachhochschule Winterthur in Kulturmanagement, das er mit einer Diplomarbeit zum Thema Fundraising 2001 abschloss.
Während des Studiums arbeitete Johannes Schmid-Kunz neben seiner musikalischen Tätigkeit auch ehrenamtlich für die Schweizerische Trachtenvereinigung, als Präsident der Medienkommission und als Hospitanz für das Schweizer Fernsehen in volkskulturellen Fragen. 1994 wurde er Redaktor des Tracht und Brauch, der Verbandszeitschrift der Schweizerischen Trachtenvereinigung.
1997 machte sich Johannes Schmid-Kunz selbständig und gründete die AAA-Agentur, ein Büro für Kulturmanagement. Ab 1999 übernahm er mit dieser die Geschäftsleitung der Schweizerischen Trachtenvereinigung. Als Verantwortlicher für das Volksmusik- und Volkstanzprogramm arbeitete Schmid-Kunz an der schweizerischen Landesausstellung EXPO.02. Mit seiner Agentur spezialisierte er sich vor allem auf volkskulturelle Großanlässe wie zum Beispiel dem Unspunnenfest, Alpentöne-Festival und der Stubete am See.
2007 wurde Johannes Schmid-Kunz als Juror für den Projektwettbewerb «Echos – Volkskultur» für morgen angefragt und leitete die Sommerakademie im Rahmen des Projektes für die Schweizer Kulturstiftung Pro Helvetia. 2009 wurde er Volkstanzexperte der Institution und leitete das Projekt «Volkskultur heute».
2012 bis 2019 wirkte er als Stiftungsrat der Schweizerischen Kulturstiftung Pro Helvetia.
Des Weiteren ist Johannes Schmid-Kunz in der Internationalen Union der Folklorevereinigungen (IGF), der Fondskommission der Stiftung Jugend+Musik, im Stiftungsrat des Heimatwerk Bauma und Mitglied der Schweizer UNESCO-Kommission.
Durch sein breites Betätigungsfeld gilt er als vielseitiger Volkskulturexperte in der Schweiz. Johannes Schmid-Kunz lebt mit seiner Frau und seinen drei Kindern in Bubikon.

### Musik
Johannes Schmid-Kunz stammt aus einer Musikerfamilie. Bereits als Kind spielte er Violine in der Familienkapelle Adliswiler Stubemusig. Während seiner Gymnasialzeit absolvierte er ein Vorstudium auf der Blockflöte am Konservatorium Zürich. Neben seinen zwei Hauptinstrumenten spielt Schmid-Kunz Kontrabass und Hackbrett. Seit 1981 war er Mitglied verschiedener Volksmusikformationen wie dem Ländlertrio Rundum, dem Zürcher Ländlerquartett, D’Ländlerkönige, der Hanneli-Musig, dem Ländlerorchester und dem Quartett Laseyer. Er ist auch häufig im Duo mit Ueli Mooser zu hören.
Mit Fabian Müller hatte Schmid-Kunz eine Formation für ungarische Tanzhausmusik. Johannes Schmid-Kunz war Leiter des Hauses der Volksmusik in Altdorf.

### Tanz
Johannes Schmid-Kunz ist seit 1991 Tanzleiter des Volkstanzkreis Zürich, 2002–2011 war er Präsident des Vereins. Er leitete Kurse in Schweizer und Internationalem Volkstanz in der Schweiz und weltweit, unter anderem als Dozent an der Musikhochschule Luzern und in den Musikkurswochen Arosa. Er ist auch für die Volkstanzkurse in den Sing-, Tanz- und Musikwochen verantwortlich, die seine Familie seit 1929 organisiert.

## Auszeichnungen
- D’Ländlerkönige[6]
- Goldener Violinschlüssel 2021[7]

## Bücher
- Trachten machen Leute. Stämpfli Verlag, 1988.